# ACT and Southern NSW Rugby Union

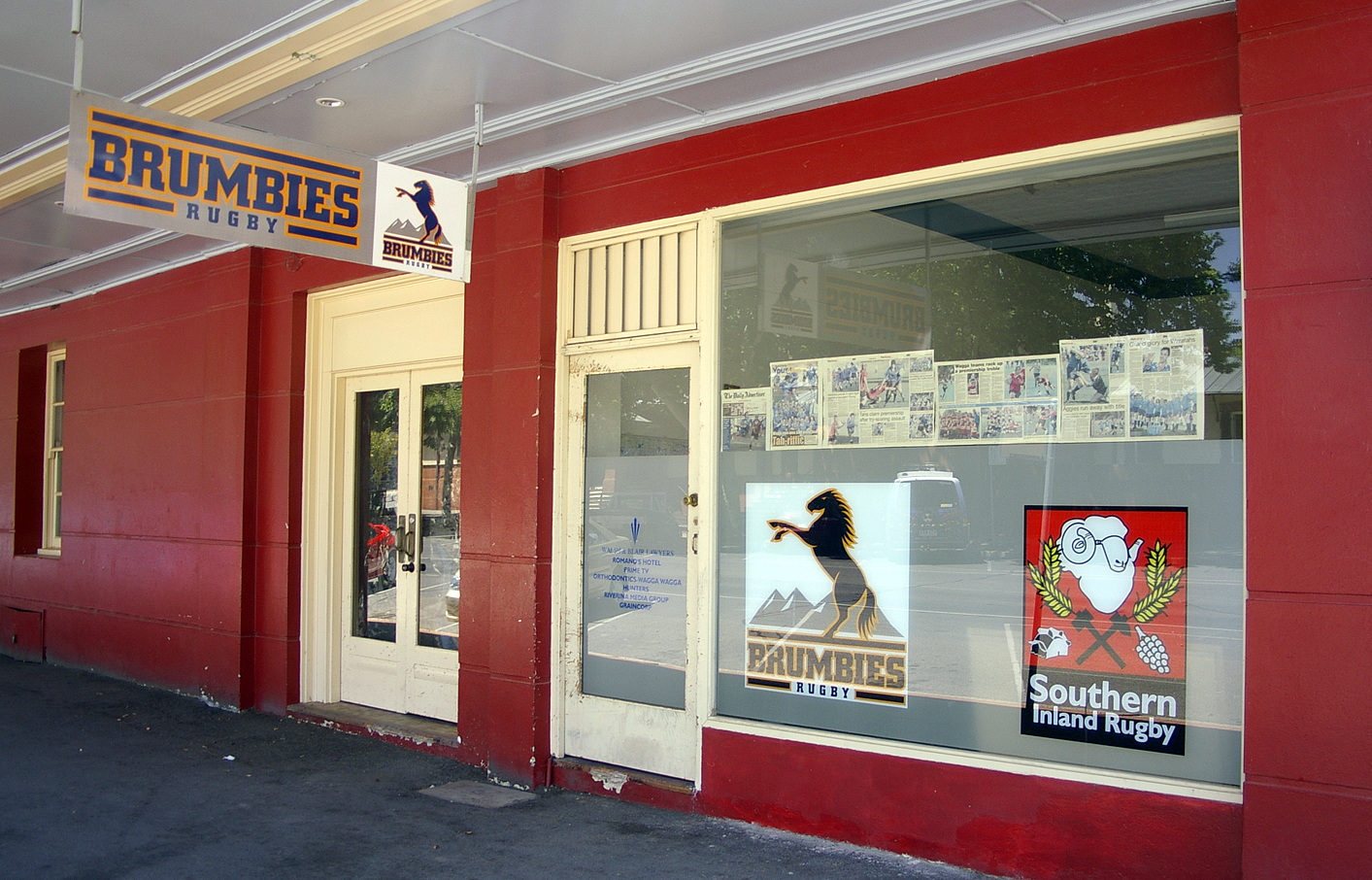
Bureau des Brumbies et de la Southern Inland Rugby Union à Wagga Wagga, Nouvelle-Galles du Sud, en 2009.

L'ACT and Southern NSW Rugby Union est l’entité responsable du rugby à XV dans l’État australien du Territoire de la capitale australienne (ACT) et dans celui des régions du sud de la Nouvelle-Galles du Sud. L’ACT où est située la capitale fédérale australienne, Canberra, est enclavé au sud-est de la Nouvelle-Galles du Sud, il est le plus petit mais aussi le plus peuplé des territoires autonomes australiens. En 2004 les fédérations régionales du Far South Coast et du Southern Inland ont rejoint la fédération de l'ACT, qui a changé de nom.
L'ACT and Southern NSW Rugby Union est représentée dans le Super 14 par les Brumbies. L'ACT disposera d'une équipe dans le nouveau championnat l'Australian Rugby Championship qui démarre en 2007.
L'ACT Rugby Union fut fondée en 1938.